# 자유사상
자유사상(自由思想)은 인간의 생활양식과 사고방식이 과학, 논리, 이성을 기반으로 형성되어야 하고, 특정한 권위, 전통과 다양한 도그마로부터 자유로워야 한다는 철학적 입장이다. 자유사상은 확실한 지식과 이성에 기초하지 않고 특정 생각을 받아들이거나 거절해서는 안된다고 본다.

## 같이 보기
- 브라이트 운동
- 비판적 합리주의
- 세속적 인본주의